# Флейта (зброя)
ПТРК «Флейта» — сухопутний малогабаритний протитанковий комплекс 9К8 із твердопаливною керованою ракетою.
Пусковий устрій 9П137 «Флейта» розміщується на БРДМ-2.

## Основні тактико-технічні характеристики
- Дальність пуску, м
  - максимальна — 4000
  - мінімальна — 450
- Панцеропробиваємість, мм — 500
- Система керування — напівавтоматична, по радіо
- Тип ракети — 9П17П
- Маса ракети, кг — 32,5
- Кількість напрямних — 4
- Обслуга, чол. — 2
- Час переводу у бойовий стан, хв — до 1
- Швидкострільність, постр/хв — 2
- Боєкомплект, ракет — 6

## Джерело
- https://web.archive.org/web/20061001224336/http://use-weapon.astral.kiev.ua/ukraine/mis_fleyta.html [недоступне посилання]